# Kepler-80
Désignations
Kepler-80 est un système planétaire constitué d'une étoile et d'au moins six planètes, dont cinq constituent une chaîne de résonances. Il est distant d'environ ∼ 1 220 a.l. (∼ 374 pc) de la Terre.
Kepler-80 a, l'étoile centrale, est de type spectral M0V, à la limite naine rouge/naine orange. Sa masse et son rayon sont environ les trois quarts de ceux du Soleil. Sa température est de 4250 K (3 880 °C) et sa métallicité de 27,5 % de celle du Soleil ([Fe/H] = -0,56). Les six planètes f/d/e/b/c et g ont des périodes respectives de 1/3/4,6/7/9,5 et 14,6 jours.

## Kepler-80 b
Kepler-80 b (également dénommée KOI-500 b, KOI-500.01, KIC 4852528 b et KIC 4852528.01), découverte par le télescope spatial Kepler, a été à l'origine classée comme candidate au titre de planète. Une nouvelle analyse statistique menée par une équipe de la NASA a validé la planète avec plus de 99 % de confiance. Bien que de nombreux paramètres de Kepler-80 b soient encore inconnus, il est très peu probable que l'objet soit un faux positif.
Kepler-80 b aurait une masse de 6,9 fois la masse de la Terre. Son rayon serait de 2,66 fois celui de la Terre, ce qui la classerait dans la catégorie des super-Terres. Elle orbite autour de l'étoile Kepler 80 en 7,0525 jours à un distance de 0,0648 UA soit environ 9 693 940 km.

## Caractéristiques du système planétaire
| Planète | Masse   | Demi-grand axe (ua) | Période orbitale (jours) | Excentricité | Inclinaison | Rayon   |
| ------- | ------- | ------------------- | ------------------------ | ------------ | ----------- | ------- |
| f       | —       | 0,017 5             | 0,986 787 3              | ~0           | 81,36°      | 1,21 R🜨 |
| d       | 6,75 M🜨 | 0,037 2             | 3,072 2                  | ~0           | 85,94°      | 1,53 R🜨 |
| e       | 4,13 M🜨 | 0,049 1             | 4,644 9                  | ~0           | 86,52°      | 1,60 R🜨 |
| b       | 6,93 M🜨 | 0,065 8             | 7,052 5                  | ~0           | 87,66°      | 2,67 R🜨 |
| c       | 6,74 M🜨 | 0,079 2             | 9,523 6                  | ~0           | 87,66°      | 2,74 R🜨 |
| g       | —       | 0,14                | 14,645 58                | ~0           | 89,35°      | 1,13 R🜨 |

### Articles scientifiques
- [Xie 2013] Ji-Wei Xie, « Transit Timing Variation of Near-Resonance Planetary Pairs: Confirmation of Twelve Multiple Planet Systems », The Astrophysical Journal Supplement Series,‎ mars 2012 (DOI 10.1088/0067-0049/208/2/22, arXiv 1208.3312, lire en ligne)
- [Shallue et Vanderburg 2017] (en) Christopher J. Shallue et Andrew Vanderburg, « Identifying Exoplanets With Deep Learning: A Five Planet Resonant Chain Around Kepler-80 And An Eighth Planet Around Kepler-90 » [« Identification d'exoplanètes avec l'apprentissage automatique : Une chaîne résonnante de cinq planètes autour de Kepler-80 et une huitième planète autour de Kepler-90 »], The Astrophysical Journal,‎ 2017 (lire en ligne)

### Communiqué de presse institutionnel
- [NASA 2017] (en) NASA, « Artificial Intelligence, NASA Data Used to Discover Eighth Planet Circling Distant Star », communiqué de presse, nos 17-098,‎ 14 décembre 2017 (lire en ligne)